# Örvallssjön (Delsbo socken, Hälsingland)
Örvallssjön är en sjö i Hudiksvalls kommun i Hälsingland och ingår i Delångersåns huvudavrinningsområde. Sjön är 9 meter djup, har en yta på 0,152 kvadratkilometer och befinner sig 302,1 meter över havet. Sjön avvattnas av vattendraget Örvallsbäcken.

## Delavrinningsområde
Örvallssjön ingår i det delavrinningsområde (684011-154370) som SMHI kallar för Vid Q i Län punkt. Medelhöjden är 340 meter över havet och ytan är 1,93 kvadratkilometer. Det finns ett avrinningsområde uppströms, och räknas det in blir den ackumulerade arean 3,89 kvadratkilometer. Örvallsbäcken som avvattnar avrinningsområdet har biflödesordning 4, vilket innebär att vattnet flödar genom totalt 4 vattendrag innan det når havet efter 64 kilometer. Avrinningsområdet består mestadels av skog (89 procent). Avrinningsområdet har 0,15 kvadratkilometer vattenytor vilket ger det en sjöprocent på 7,7 procent.